# Stato nascente (chimica)
Lo stato nascente, o in statu nascendi (espressione latina di nuova formazione: che sta nascendo o che sta emergendo), è una teoria scientifica obsoleta della chimica. Si riferisce alla forma di un elemento (o talvolta composto) chimico, nel momento della sua liberazione o formazione. L'espressione si incontrava spesso quando venivano menzionati l'ossigeno atomico (Onasc), l'idrogeno nascente (Hnasc) e simili forme di cloro (Clnasc) o bromo (Brnasc).
Il concetto di uno "stato nascente" fu sviluppato per spiegare l'osservazione che i gas generati in situ sono di frequente più reattivi rispetto alle identiche sostanze chimiche conservate per un lungo periodo di tempo. Il primo utilizzo del termine fu in un testo di Joseph Priestley intorno al 1790. Auguste Laurent ampliò la teoria a metà del XIX secolo.
Constantine Zenghelis ipotizzò nel 1920 che l'aumento della reattività dello stato "nascente" fosse dovuto alla dispersione fine delle molecole, non al loro stato come atomi liberi. Ancora popolare all'inizio del XX secolo, la teoria dello stato nascente fu riconosciuta come in declino dal 1942.
Un'indagine del 1990 ha fatto notare che il termine si trovava ancora menzionato nei libri di testo contemporanei. L'indagine ha ricapitolato che l'aumentata attività che si osserva, in realtà, è causata da una moltitudine di effetti cinetici, e che raggrupparli tutti sotto un unico termine potrebbe causare una visione troppo semplicistica del fenomeno.